# Dieudonné LaMothe
Dieudonné Michel LaMothe (26 juli 1954) is een Haïtiaanse voormalige langeafstandsloper. Hij was de eerste Haïtiaan die deelnam aan vier edities van de Olympische Spelen.

## Loopbaan

### Olympische Spelen
LaMothe nam deel aan de 5000 m op de Olympische Spelen van 1976 en aan de marathon op de Olympische Spelen van 1984, 1988 en 1992. In eerstgenoemde discipline eindigde hij als laatste. Ook in 1984 werd hij laatste, ditmaal in de marathon. Toen waren er echter 29 atleten die de marathon niet afmaakten.
LaMothe was een van de eerste Haïtiaanse atleten die deelnam aan de Olympische Spelen tijdens het regime van Baby Doc in de jaren zeventig en tachtig. Tijdens dit regime waren veel geselecteerde atleten persoonlijke vrienden en kennissen van Baby Doc en zij behaalden vaak heel slechte resultaten. Voorbeelden van dergelijke atleten zijn:
- Wilnor Joseph, die op de Olympische Spelen van 1976 de 800 m uitliep in 2.15,26;[5]
- Olmeus Charles, die eveneens in 1976 42 minuten nodig had om de 10.000 m te voltooien;[6]
- Anilus Joseph, die tijdens de Olympische Spelen van 1972 op de 10.000 m opgaf, nadat de andere atleten reeds de finish bereikt hadden toen hij nog een mijl te lopen had.[7]

In 1986, nadat het regime van Baby Doc omvergeworpen was, gaf LaMothe in een interview toe dat hij voor zijn leven had moeten vrezen, als hij op de Spelen van 1984 de marathon niet uitgelopen had. Ook zei hij dat hij pas veertien dagen voor het vertrek naar gaststad Los Angeles op de hoogte werd gesteld van zijn deelname en dat hij hiervoor slechts 250 dollar ontving. Zijn uitrusting leende hij van twee Amerikanen en hij liep de wedstrijd uit in 2:52.18, wat gelijk stond aan de 78e en tevens laatste plaats.
Hoewel LaMothe hoopte ooit eens in de top tien te eindigen, behaalde hij zijn beste resultaat op de Olympische Spelen van 1988, toen hij 20e eindigde in de marathon en dit met een tijd van 2:15.26. Toen hij in 1992 aan de Olympische Spelen deelnam, was hij 38 jaar en 15 dagen oud en daarmee de oudste Haïtiaan die ooit aan de Spelen deelnam.

### Andere competities
Door financiële steun van vrienden kon LaMothe in 1985 meedoen aan de marathon van New York, die hij als 60e eindigde. In 1986 veroverde hij in de marathon brons op de Centraal-Amerikaanse en Caraïbische Spelen. Op de Pan-Amerikaanse Spelen van 1987 eindigde hij op diezelfde afstand zesde. In april 1988 behaalde LaMothe met een tijd van 2:14.22 het Haïtiaans nationaal record op de marathon. In 1996 won hij de Long Island Marathon met een voorsprong van 7 seconden op de tweede.
Op de wereldkampioenschappen in 1991 vertegenwoordigde LaMothe Haïti op de 5000 m, maar hij geraakte niet verder dan de kwalificaties.

## Persoonlijk record
| Onderdeel | Prestatie    | Datum         | Plaats |
| --------- | ------------ | ------------- | ------ |
| marathon  | 2:14.22 (NR) | 16 april 1988 | Gagny  |